# Roberto Pampín
Roberto Pampín López (Baracaldo, Vizcaya, España, 5 de enero de 1984), más conocido como Pampín, es un exfutbolista español que jugaba como guardameta.
Fue el 50º portero en debutar con el Athletic Club.

## Trayectoria deportiva
Natural de Arrigorriaga, Pampín se formó en la cantera del Athletic Club desde los doce años. En verano de 2002 dio el salto al CD Basconia de Tercera División, donde fue titular. En enero de 2003 debutó con el Bilbao Athletic de Segunda B a las órdenes de Ernesto Valverde. En la temporada 2003-04 ejerció de tercer portero en el equipo filial después de Miguel Escalona y Oinatz Aulestia. De cara a la siguiente temporada pasó a ser el guardameta titular por delante de Aulestia.
El 21 de noviembre de 2004 le llegó la oportunidad de debutar con el Athletic Club en un derbi vasco.El Athletic ganaba 1-2, pero Dani Aranzubia fue expulsado en el minuto 62 y Pampín sustituyó Santi Ezquerro.En apenas diez minutos, encajó dos goles que dieron la victoria a la Real Sociedad.Para la siguiente jornada, Ernesto Valverde apostó por Pampín ante la plaga de bajas en la portería.Seis días después debutó en San Mamés ante el Racing de Santander (3-0).Con la vuelta de Aranzubia y la recuperación de Lafuente, continuó jugando en el filial hasta final de temporada.
En agosto de 2005 fue cedido al Real Unión de Segunda B.En el equipo irundarra tuvo pocas oportunidades, además de una lesión de hombro. Así, en julio de 2006, fue cedido al Sestao River.Tras ser titular, firmó un contrato de una temporada con el club sestaotarra en 2007.En el cuadro verdinegro volvió a realizar una buena temporada y el técnico Carlos Pouso decidió ficharlo para su nuevo club, la SD Eibar.En julio de 2008 fichó por la SD Eibar de Segunda División.Al término de la temporada, marcada por los problemas de espalda, rescindió su contrato y dejó su carrera como futbolista con apenas 25 años.
En 2018 se hizo cargo del equipo equipo cadete femenino del Athletic Club.En enero de 2021 fue nombrado entrenador del Athletic Club "B" femenino.En junio de 2022 fue relevado de su puesto como técnico del filial.En verano de 2023, tras haber dirigido al cadete femenino, fue despedido de Lezama y se incorporó al Alavés "B" femenino.

## Clubes
| Club            | País   | Periodo   | Partidos |
| --------------- | ------ | --------- | -------- |
| Bilbao Athletic | España | 2003-2005 | 33       |
| Athletic Club   | España | 2004      | 2        |
| Real Unión      | España | 2005-2006 | 7        |
| Sestao River    | España | 2006-2008 | 70       |
| SD Eibar        | España | 2008-2009 | 5        |